# Susana Giménezová
Susana Giménezová, celým jménem María Susana Giménez Aubert (* 29. ledna 1944 Buenos Aires) je argentinská herečka, modelka a televizní moderátorka.
Vystudovala učitelství a pracovala jako sekretářka. V devatenácti letech začala pózovat v reklamách a v roce 1968 natočila svůj první film, působila také na divadle a vynikla především v komediálním žánru. V roce 1987 začala na stanici Televisión Pública Argentina uvádět vlastní televizní talkshow Hola Susana (později přejmenovanou na Susana Giménez, zkráceně SG), která se stala nejsledovanější v Argentině. Od roku 2008 vydává tištěný ženský měsíčník Susana. Získala platinovou Cenu Martína Fierra. Patří k nejbohatším lidem v Argentině.
Byla dvakrát vdaná a má dceru jménem Mercedes. V sedmdesátých letech byl mediálně silně sledován její bouřlivý vztah s profesionálním boxerem Carlosem Monzónem.